# Drilling
A drilling a háromcsövű hosszú vadászlőfegyverek elnevezése. Nevét a német drei szóból eredeztetik. Leggyakrabban 2 sörétes és 1 golyós csővel készítik. A sörétes kaliberei a 20-astól a 12-esig, golyós csövei pedig 7mm-től a 9,3-asig terjednek.

## Használata
Ezeket a fegyvereket azokban az országokban fejlesztették ki, ahol a nagyvad csak golyós fegyverrel vadászható, így két fegyvert kellene vinnie a vadásznak, ha más vadat is terítékre akar hozni. A drilling nagyszerű, igen sokoldalú fegyver, amellyel a vadász képes szinte azonnal reagálni bármilyen helyzetre: fácánra, nyúlra, rókára vagy akár dámvadra és vaddisznóra is.